# Tagalong

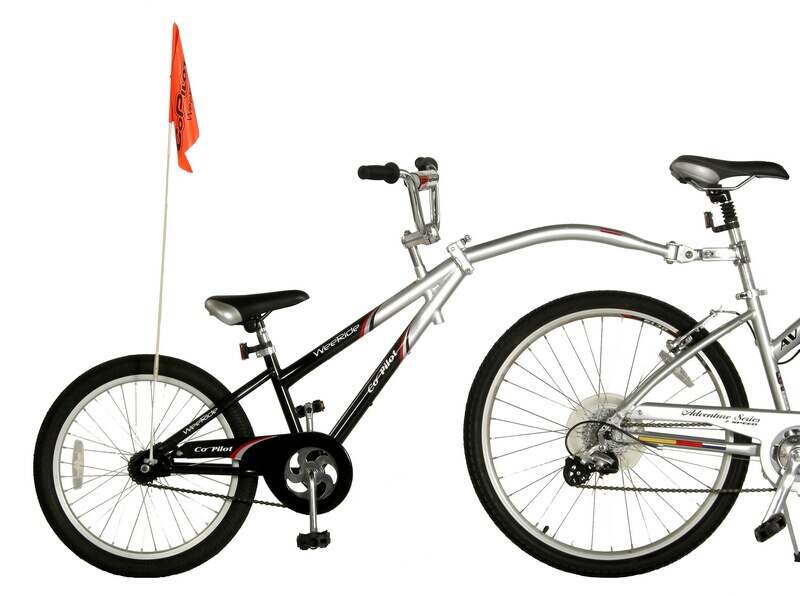
Tagalong-Prinzip

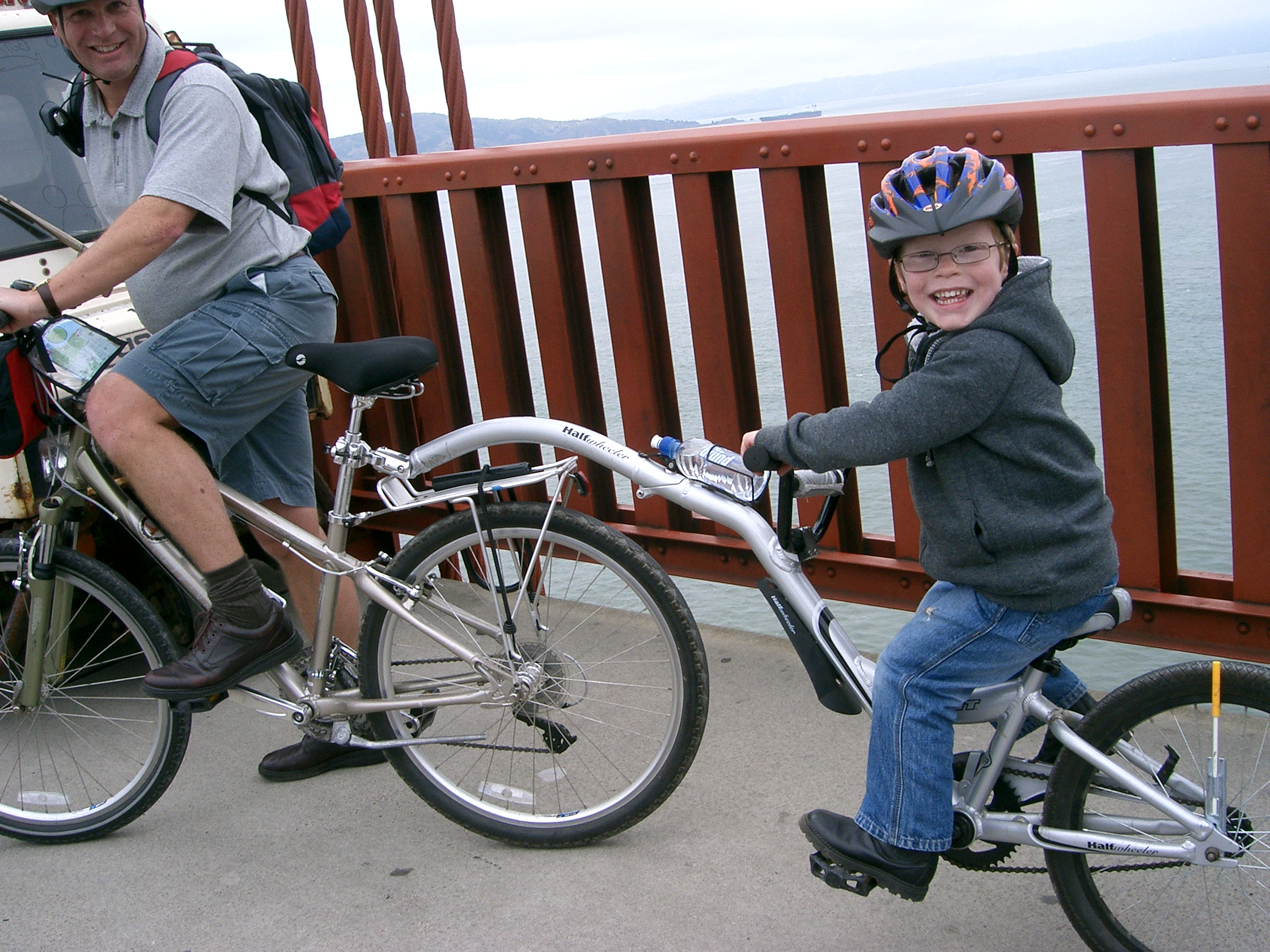
Beispiel

Als Tagalong oder Nachläufer wird eine Art Fahrradanhänger bezeichnet, der jedoch nicht zum Transport von Lasten dient, sondern im Schlepp ein Kinderfahrrad ohne Vordergabel (englisch: Half wheeler) hinter dem Rad eines Erwachsenen herzieht.
Das Prinzip des Tagalong-Anhängers wurde von dem kanadischen Fahrradunternehmer Delbert Adams patentiert.  Adams begann als erster Hersteller mit dem Vertrieb in den frühen 1990er Jahren. Zwischenzeitlich sind auch andere bekannte Markennamen wie „Trailerbike“, „Trail-a-bike“ oder „Half wheeler“ je nach Hersteller auf dem Fahrradmarkt gängig.
Das Kind auf einem Tagalong sitzt in der Position eines normalen Fahrradfahrers auf einem Sattel, verfügt über einen starren Lenker und eine Tretkurbel mit Pedalen, die über eine Kette das kleinere Hinterrad mit Freilauf antreibt. In der Regel verfügt das geschleppte Kind über keine Bremsmöglichkeit. Die Kupplung zum ziehenden Fahrrad stellt ein sicherheitsrelevantes Bauteil dar und muss sowohl die beim Fahrbetrieb entstehenden Dreh-, Kipp- und Gierwinkel ermöglichen als auch die Beschleunigungs- und Bremskräfte übertragen und aufnehmen können.
In Österreich ist im § 5 der Fahrradverordnung geregelt, wie ein Fahrradanhänger, der in Verkehr gebracht oder verwendet wird, beschaffen sein muss. In Deutschland gilt § 21 StVO.